# Hohenheide (Fröndenberg)

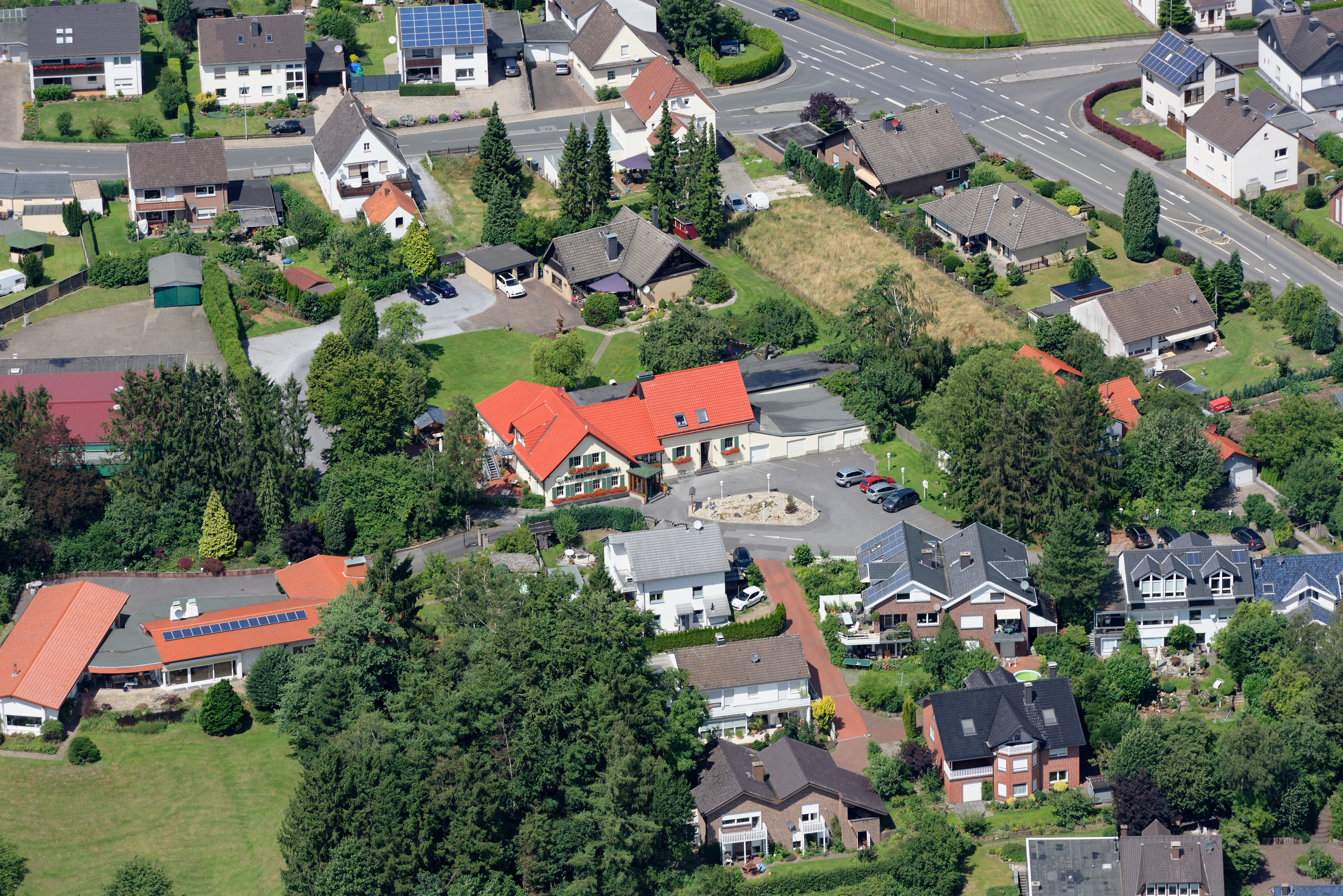
Hohenheide

Hohenheide ist eine Ortslage in der Stadt Fröndenberg/Ruhr mit etwa 1500 Einwohnern. Der Ort gehört zur Kernstadt Fröndenberg und ist nur durch Ortshinweistafeln gekennzeichnet. Die Ortslage liegt nordöstlich des Stadtzentrums auf dem Haarstrang. Die angrenzenden Dörfer (im Uhrzeigersinn) Frömern, Ostbüren, Bausenhagen, Stentrop und Frohnhausen wurden 1968 eingemeindet und haben daher den Status von Ortsteilen. 
Hohenheide besitzt eine eigene Sportanlage (Ascheplatz) und einen Schützenverein (Schützenverein Adler Hohenheide) sowie eine Schießgruppe und eine Bäckerei (Hohenheider Lädchen). Es befinden sich zudem ein Hotel-Landgasthof und ein Restaurant auf der Hohenheide. 
Das Hohenheider Schützenfest findet immer im August statt.
Zudem befindet sich auf der Hohenheide ein kleines Industriegebiet.